# Glauconycteris poensis
Glauconycteris poensis е вид прилеп от семейство Гладконоси прилепи (Vespertilionidae). Видът не е застрашен от изчезване.

## Разпространение и местообитание
Разпространен е в Бенин, Гана, Гвинея, Демократична република Конго, Екваториална Гвинея (Биоко), Камерун, Кот д'Ивоар, Либерия, Нигерия, Сенегал, Сиера Леоне и Того.
Обитава гористи местности, крайбрежия и плажове в райони с тропически и субтропичен климат, при средна месечна температура около 25,2 градуса.

## Описание
Теглото им е около 6,9 g.